# Демографија Џибутија
Овај чланак говори о демографији Џибутија, укључујући густину насељености, етничку припадност, ниво образовања, здравље, економски статус, верску припадност и друге аспекте становништва.

## Етничке групе
Џибути је мултиетничка земља. Од 2018. године има око 884.017 становника.  Становништво Џибутија је брзо расло током друге половине 20. века, повећавши се са око 69.589 у 1955. на око 869.099 до 2015.
Етнички састав Џибутија је = 56,2% Сомалци 24,2% Афари 15,6% Арапа (6,675% Џибути Арапа [аутохтони], 4,525% Јеменаца, 4,4% Омана) и 5% осталих. Компоненту сомалијског клана углавном чине клан Иса (Дир), а затим Гадабуурси и Исаак.
Преосталих 5% становништва Џибутија првенствено чине Етиопљани и Европљани (Французи, Италијани и Швеђани). Поред тога, од 2.021, 4.000 војника америчке војске, 1.350 војника Француске војске, 600 војника јапанске војске, 400 војника кинеске војске и непознат број војника немачке војске стационирани су у различитим базама широм Џибутија. Приближно 76% локалног становништва су градски становници; остали су сточари. У Џибутију живи 40.000 људи из Јемена, што чини 4,525% његове укупне популације.„Domestic abuse adds to Yemeni refugee women's woes in Djibouti”. 

## Језици
Џибути је вишејезична нација. Већина локалног становништва говори сомалијски (350.000 говорника у граду Џибути и Али Сабиех) и афар (300.000 говорника) као матерњи језик. Ови идиоми су матерњи језици сомалијских и афарских етничких група. Оба језика припадају широј афроазијској породици. У Џибутију постоје 2 званична језика: арапски и француски.
Арапски је од верског значаја. У формалном окружењу, састоји се од модерног стандардног арапског . Колоквијално, око 59.000 локалних становника говори арапски дијалект Та'иззи-Адени, такође познат као арапски Џибути . Француски служи као законски национални језик. Наслеђен је из колонијалног периода и примарни је језик наставе. Око 17.000 Џибутинаца говори га као матерњи језик. Имигрантски језици укључују омански арапски (38.900 говорника), амхарски (1.400 говорника), грчки (1.000 говорника) и хинди (600 говорника).

## Популација
Према the 2017 revision of the World Population Prospects  , укупна популација је била 942.333 2016 у поређењу са 62.000 1950. године. Удео деце млађе од 15 година у 2010. години износио је 35,8%, 60,9% је било између 15 и 65 година, док је 3,3% било 65 година или више.
|      | Укупан број становника | Становништво од 0 до 14 година (%) | Становништво од 15 до 64 године (%) | Становништво старије од 65 година (%) |
| ---- | ---------------------- | ---------------------------------- | ----------------------------------- | ------------------------------------- |
| 1950 | 62 000                 | 46.8                               | 51.2                                | 2.0                                   |
| 1955 | 70 000                 | 46.0                               | 52.0                                | 2.0                                   |
| 1960 | 85 000                 | 45.4                               | 52.5                                | 2.0                                   |
| 1965 | 117 000                | 44.9                               | 53.0                                | 2.0                                   |
| 1970 | 162 000                | 45.8                               | 52.2                                | 2.1                                   |
| 1975 | 224 000                | 45.9                               | 52.0                                | 2.1                                   |
| 1980 | 340 000                | 45.3                               | 52.5                                | 2.2                                   |
| 1985 | 403 000                | 44.6                               | 53.1                                | 2.3                                   |
| 1990 | 562 000                | 44.2                               | 53.4                                | 2.4                                   |
| 1995 | 627 000                | 43.4                               | 54.1                                | 2.5                                   |
| 2000 | 732 000                | 41.3                               | 55.9                                | 2.7                                   |
| 2005 | 808 000                | 38.5                               | 58.5                                | 3.0                                   |
| 2010 | 889 000                | 35.8                               | 60.9                                | 3.3                                   |

Становништво према полу и старосној групи (Попис 29. маја 2009):
| Старосна група | Мушки   | Женско  | Укупно  | %        |
| -------------- | ------- | ------- | ------- | -------- |
| Укупно         | 440 066 | 378 093 | 818 159 | 100      |
| 0–4            | 49 863  | 41 269  | 91 132  | 11.14    |
| 5–9            | 56 117  | 41 269  | 101 271 | 12.38    |
| 10–14          | 48 135  | 37 337  | 85 472  | 10.45    |
| 15–19          | 46 351  | 39 283  | 85 634  | 10.47    |
| 20–24          | 43 786  | 40 272  | 84 058  | 10.27    |
| 25–29          | 40 222  | 41 995  | 82 217  | 10.05    |
| 30–34          | 35 558  | 33 997  | 69 555  | 8.50     |
| 35–39          | 29 563  | 26 512  | 56 074  | 6.85     |
| 40–44          | 25 247  | 19 734  | 44 981  | 5.50     |
| 45–49          | 19 470  | 15 456  | 34 926  | 4.27     |
| 50–54          | 16 363  | 12 479  | 28 841  | 3.53     |
| 55–59          | 10 325  | 7 860   | 18 185  | 2.22     |
| 60–64          | 8 495   | 6 677   | 15 172  | 1.85     |
| 65+            | 10 572  | 10 069  | 20 641  | 2.52     |
| Старосна група | Мушки   | Женско  | Укупно  | Проценат |
| 0–14           | 154 115 | 119 875 | 273 990 | 33.49    |
| 15–64          | 275 379 | 248 149 | 523 528 | 63.99    |
| 65+            | 10 572  | 10 069  | 20 641  | 2.52     |

### Пројекције
Следе пројекције УН средње варијанте; бројеви су у хиљадама:
- 2015 975
- 2020 1,065
- 2025 1,166
- 2030 1,262
- 2035 1,356
- 2040 1,447
- 2045 1,535
- 2050 1,619

## Витална статистика
Регистрација виталних догађаја у Џибутију је непотпуна. Одељење за становништво Уједињених нација припремило је следеће процене.
| Раздобље | Живорођених годишње | Смртних случајева годишње | Природна промена годишње | ЦБР* | ЦДР* | НЦ*  | ТФР* | ИМР* |
| --- | ------------------- | ------------------------- | ------------------------ | ---- | ---- | ---- | ---- | ---- |
| 1950-1955 | 3 000               | 2 000                     | 1 000                    | 50.0 | 28.3 | 21.7 | 7.80 | 222  |
| 1955-1960 | 4 000               | 2 000                     | 2 000                    | 50.7 | 25.7 | 25.0 | 7.80 | 203  |
| 1960-1965 | 5 000               | 2 000                     | 3 000                    | 51.2 | 23.8 | 27.4 | 7.80 | 185  |
| 1965-1970 | 7 000               | 3 000                     | 4 000                    | 50.3 | 21.6 | 28.6 | 7.60 | 169  |
| 1970-1975 | 9 000               | 4 000                     | 5 000                    | 47.8 | 19.4 | 28.4 | 7.20 | 154  |
| 1975-1980 | 13 000              | 5 000                     | 8 000                    | 45.2 | 17.4 | 27.8 | 6.80 | 141  |
| 1980-1985 | 16 000              | 6 000                     | 11 000                   | 44.0 | 15.5 | 28.6 | 6.60 | 125  |
| 1985-1990 | 21 000              | 7 000                     | 14 000                   | 43.1 | 14.5 | 28.6 | 6.40 | 117  |
| 1990-1995 | 24 000              | 8 000                     | 16 000                   | 40.1 | 13.4 | 26.7 | 5.85 | 109  |
| 1995-2000 | 23 000              | 8 000                     | 15 000                   | 34.4 | 12.2 | 22.2 | 5.11 | 100  |
| 2000-2005 | 24 000              | 9 000                     | 15 000                   | 31.2 | 11.3 | 19.9 | 4.52 | 91   |
| 2005-2010 | 25 000              | 9 000                     | 16 000                   | 29.4 | 10.5 | 18.9 | 3.95 | 82   |
| * ЦБР = груба стопа наталитета (на 1000); ЦДР = груба стопа смртности (на 1000); НЦ = природна промена (на 1000); ИМР = стопа морталитета новорођенчади на 1000 рођених; ТФР = укупна стопа фертилитета (број деце по жени) |                     |                           |                          |      |      |      |      |      |

### Очекивано трајање живота
| Раздобље  | Очекивано трајање живота у године |
| --------- | --------------------------------- |
| 1950–1955 | 41.04                             |
| 1955–1960 | 42.95                             |
| 1960–1965 | 45.18                             |
| 1965–1970 | 47.35                             |
| 1970–1975 | 50.90                             |
| 1975–1980 | 52.55                             |
| 1980–1985 | 54.67                             |
| 1985–1990 | 56.12                             |
| 1990–1995 | 57.02                             |
| 1995–2000 | 57.02                             |
| 2000–2005 | 57.29                             |
| 2005–2010 | 59.05                             |
| 2010–2015 | 61.62                             |

## Остале демографске статистике
Демографска статистика према Ворлд Популатион Ревиев у 2022.
- Једно рођење сваких 26 минута
- Једна смрт сваких 76 минута
- Један нето мигрант сваких 720 минута
- Нето добит једне особе сваких 38 минута

Следећи демографски статистички подаци су из CIA World Factbook.

### Популација
957,273 (2022 проц.)
884.017 (процена у јулу 2018.)
828.324 (процена јула 2015.)

### Религије
Сунитски муслимани 94% (скоро сав Џибути), осталих 6% (углавном становници страног порекла - шиити муслимани, хришћани, хиндуисти, јевреји, бахаији и атеисти)
0-14 година: 29,97% (мушкарци 138.701/жене 137.588)
15-24 године: 20,32% (мушкарци 88.399/жене 98.955)
25-54 године: 40,73% (мушкарци 156.016/жене 219.406)
55-64 године: 5,01% (мушкарци 19.868/жене 26.307)
65 година и више: 3,97% (16.245 мушкараца/20.319 жена) (процена 2020.)
0-14 година: 30,71% (мушкарци 136.191 / жене 135.263)
15-24 године: 21,01% (87.520 мушкараца / 98.239 жена)
25-54 године: 39,63% (145.427 мушкараца / 204.927 жена)
55-64 године: 4,82% (18.967 мушкараца / 23.639 жена)
65 година и више: 3,83% (15.136 мушкараца / 18.708 жена) (процена 2018.)

### Просечна старост
укупно: 24,9 година. Поређење земље са светом: 163
мушкарац: 23 године
жена: 26,4 године (процена 2020.)
укупно: 24,2 године. Поређење земље са светом: 165
мушкарац: 22,4 године
жена: 25,7 година (процена 2018.)
Укупно: 22,8 година
Мушкарци: 21,1 година
Жене: 24,1 година (процена 2014.)

### Наталитет
22,25 рођених/1.000 становника (процена 2022.) Поређење земље са светом: 58
23,3 рођених/1.000 становника (процена 2018.) Поређење земље са светом: 59

### Морталитет
7,12 умрлих/1.000 становника (процена 2022.) Поређење земље са светом: 116
7,5 умрлих/1.000 становника (процена 2018.) Поређење земље са светом: 109

### Стопа укупног фертилитета
2,15 рођене деце/жена (процена 2022.) Поређење земље са светом: 91
2,27 рођене деце/жена (процена 2018.) Поређење земље са светом: 90

### Нето стопа миграције
4,59 миграната/1000 становника (процена 2022.) Поређење земље са светом: 24
5,7 миграната/1.000 становника (процена 2017.) Поређење земље са светом: 19

### Стопа раста становништва
1,97% (процена из 2022.) Поређење земље са светом: 42
2,13% (процена за 2018.) Поређење земље са светом: 42
2,18% (процена за 2016.)

### Стопа преваленције контрацепције
19% (2012)

### Односи зависности
укупан коефицијент зависности: 56,5 (2015 проц. )
Коефицијент зависности младих: 50,1 (процена из 2015. )
Коефицијент зависности старијих: 6,4 (процена из 2015. )
потенцијални однос подршке: 15,6 (процена из 2015. )

### Урбанизација
градско становништво: 78,4% укупног становништва (2022)
стопа урбанизације: 1,56% годишња стопа промене (2020-25 проц.)
градско становништво: 77,8% укупног становништва (2018)
стопа урбанизације: 1,67% годишња стопа промене (2015-2020 проц. )

### Велики градови – становништво
Џибути (главни град) 562.000 (2018)

### Однос са половима
при рођењу: 1.03 мушко/женско
испод 15 година: 1 мушко/женско
15-24 године: 0,89 мушкараца/жена
25-54 године: 0,71 мушко/женско
55-64 године: 0,85 мушкараца/жена
65 година и више: 0,82 мушкарца/жене
укупна популација: 0,86 мушкараца/жена (2014 проц. )

### Очекивано трајање живота на рођењу
укупно становништво: 65,3 године. Поређење земље са светом: 203
мушкарац: 62,72 године
жена: 67,96 година (процена 2022.)
укупна популација: 64 године (2018 проц.) Поређење земље са светом: 191
мушкарац: 61,4 године (процена 2018.)
жене: 66,6 година (процена 2018.)
Укупно становништво: 62,4 године
Мушкарци: 59,93 године
Жене: 64,94 године (процена 2014.)

### ХИВ/СИДА
Стопа преваленције код одраслих: 1,2% (процена из 2012.)
људи који живе са ХИВ/АИДС-ом: 7.700 (процена из 2012.)
смртних случајева: 690 (2012 проц.)

### Главне заразне болести
степен ризика: висок (2020)
болести које се преносе храном или водом: бактеријска и протозоална дијареја, хепатитис А и тифусна грозница
векторске болести: денга грозница
Напомена: 21. марта 2022., амерички центри за контролу и превенцију болести (ЦДЦ) издали су упозорење о путовању због полиомијелитиса у Африци; Џибути се тренутно сматра високим ризиком за путнике због циркулишућих полиовируса који потичу из вакцине (цВДПВ); полиовирус који потиче од вакцине (ВДПВ) је сој ослабљеног полиовируса који је првобитно био укључен у оралну полио вакцину (ОПВ) и који се временом мењао и понаша се више као дивљи или природни вирус; то значи да се може лакше пренети на људе који су невакцинисани против дечије парализе и који долазе у контакт са столицом или респираторним секретом, као што је кијање, „заражене“ особе која је примила оралну вакцину против полиомијелитиса; ЦДЦ препоручује да пре било каквог међународног путовања, свако невакцинисан, непотпуно вакцинисан или са непознатим статусом вакцинације против дечје парализе треба да заврши рутинску серију вакцина против полиомијелитиса; пре путовања на било коју дестинацију високог ризика, ЦДЦ препоручује да одрасли који су претходно завршили пуну, рутинску серију вакцина против полиомијелитиса добију једну доживотну дозу полиомијелитис вакцине

### Националност
Џибутијан

### Етничке групе
Афар 35%, Сомалци 60% и Арапи 2% 

### Језици
Језици Џибутија су:
француски ( званичан )
арапски ( званичан )
сомалијски
Афарски

### Расходи за образовање
3,6% БДП-а (2018) Поређење земље са светом: 116

### Писменост
дефиниција: узраст од 15 и више година може читати и писати
укупна популација: 67,9%
мушки: 60%
жене: 58,4% (процена 2003.)

### Очекивани животни век у школи (од основног до терцијарног образовања)
укупно: 7 година
мушкарац: 7 година
жена: 7 година (2011)
укупно: 6 година (2011)
мушкарац: 7 година (2011)
жена: 6 година (2011)